# Indeks czytelności Flescha
Indeks czytelności Flescha ma na celu określenie stopnia trudności w rozumieniu danego tekstu w języku angielskim. Jego wartość jest wyliczana na podstawie liczby słów, sylab oraz zdań w tekście. Im indeks jest niższy, tym tekst trudniejszy do zrozumienia. Maksymalna wartość tego indeksu to około 120 (dla tekstów najłatwiejszych, na przykład takich, w których każde zdanie zawiera tylko dwa jednosylabowe słowa).

## Wzór i wyniki
Wzór na wartość Flesch Reading Ease Score (FRES) sformułowany został następująco:
{\displaystyle 206{,}835-1{,}015\left({\frac {\mbox{liczba słów}}{\mbox{liczba zdań}}}\right)-84{,}6\left({\frac {\mbox{liczba sylab}}{\mbox{liczba słów}}}\right)}
Wynik testu można interpretować zgodnie z poniższą tabelą:
| Wartość FRES | Interpretacja                                            |
| ------------ | -------------------------------------------------------- |
| 90–100       | łatwy do zrozumienia tekst dla jedenastoletniego ucznia  |
| 60–70        | łatwy do zrozumienia tekst dla uczniów w wieku 13-15 lat |
| 30–50        | tekst akademicki                                         |
| 0–30         | tekst stricte naukowy, dla absolwentów uczelni wyższych  |

## Przykłady
Magazyn Reader’s Digest ma indeks czytelności około 65, magazyn Time około 52, zaś czasopismo prawnicze Harvard Law Review około 30.
Według badań Searchmetrics w 2015 roku strony anglojęzyczne widoczne w wyszukiwarce Google US na pierwszych 30 pozycjach posiadały średnią wartość FRES na poziomie 76.